# 前寨站
前寨站是一个北同蒲线上的铁路车站，位于山西省朔州市窑子头乡，建于1939年，目前为四等站，邮政编码为038501。目前客运：办理旅客乘降；不办理行李、包裹托运；货运：办理整车货物发到。